# Station Houilles - Carrières-sur-Seine
Houilles – Carrières-sur-Seine is een station gelegen in de Franse gemeente Houilles en het departement van Hauts-de-Seine

## Treindienst
| Serie   | Treinsoort        | Route | Bijzonderheden |
| ------- | ----------------- | --- | -------------- |
| RER A   | RER (SNCF / RATP) | [ [ Cergy-le-Haut – ] / [ Poissy – ] Maisons-Laffitte – Houilles - Carrières-sur-Seine – ] / [ Saint-Germain-en-Laye – Rueil-Malmaison – Nanterre-Université – ] Nanterre-Préfecture – La Défense – Châtelet - Les Halles – Paris-Lyon – Vincennes – [ Fontenay-sous-Bois – La Varenne - Chennevières – Boissy-Saint-Léger ] / [ Val de Fontenay – Bry-sur-Marne – Noisy-le-Grand - Mont d’Est – Torcy – Marne-la-Vallée - Chessy ] |                |
| Trans J | Transilien (SNCF) | Paris Saint-Lazare – [ Argenteuil – [ Ermont - Eaubonne ] / [ Cormeilles-en-Parisis – Conflans-Sainte-Honorine – [ Pontoise – Boissy-l'Aillerie – Gisors ] / [ Mantes-la-Jolie ] ] ] / [ Houilles - Carrières-sur-Seine – Les Mureaux – Mantes-la-Jolie – Vernon - Giverny ] |                |
| Trans L | Transilien (SNCF) | Paris Saint-Lazare – Bécon-les-Bruyères – [ Nanterre-Université – Houilles - Carrières-sur-Seine – Maisons-Laffitte – Cergy-le-Haut ] / [ [ La Défense – Saint-Cloud – [ Versailles-Rive-Droite ] / [ Marly-le-Roi – Saint-Nom-la-Bretèche - Forêt de Marly ] ] |                |

| Richting                   | Vorig station                 | Lijn    | Volgend station       | Richting                    |
| -------------------------- | ----------------------------- | ------- | --------------------- | --------------------------- |
| Cergy-le-Haut A3 Poissy A5 | Sartrouville                  | RER A   | Nanterre - Préfecture | Marne-la-Vallée - Chessy A4 |
| Cergy-le-Haut              | Sartrouville                  | Trans L | Nanterre-Université   | Paris Saint-Lazare          |
| Mantes-la-Jolie            | Vernouillet - Verneuil Poissy | Trans J | Paris Saint-Lazare    | Paris Saint-Lazare          |
| Vernon - Giverny           | Achères - Grand Cormier       | Trans J | Paris Saint-Lazare    | Paris Saint-Lazare          |

## Reizigers
Per dag reizen er ongeveer 17 000 passagiers via het station

## Overstapmogelijkheid
Naast de Transilien en de RER is er ook nog een overstap mogelijk op bussen van RATP, Bus en Seine, TVO en Rbus

## Foto's

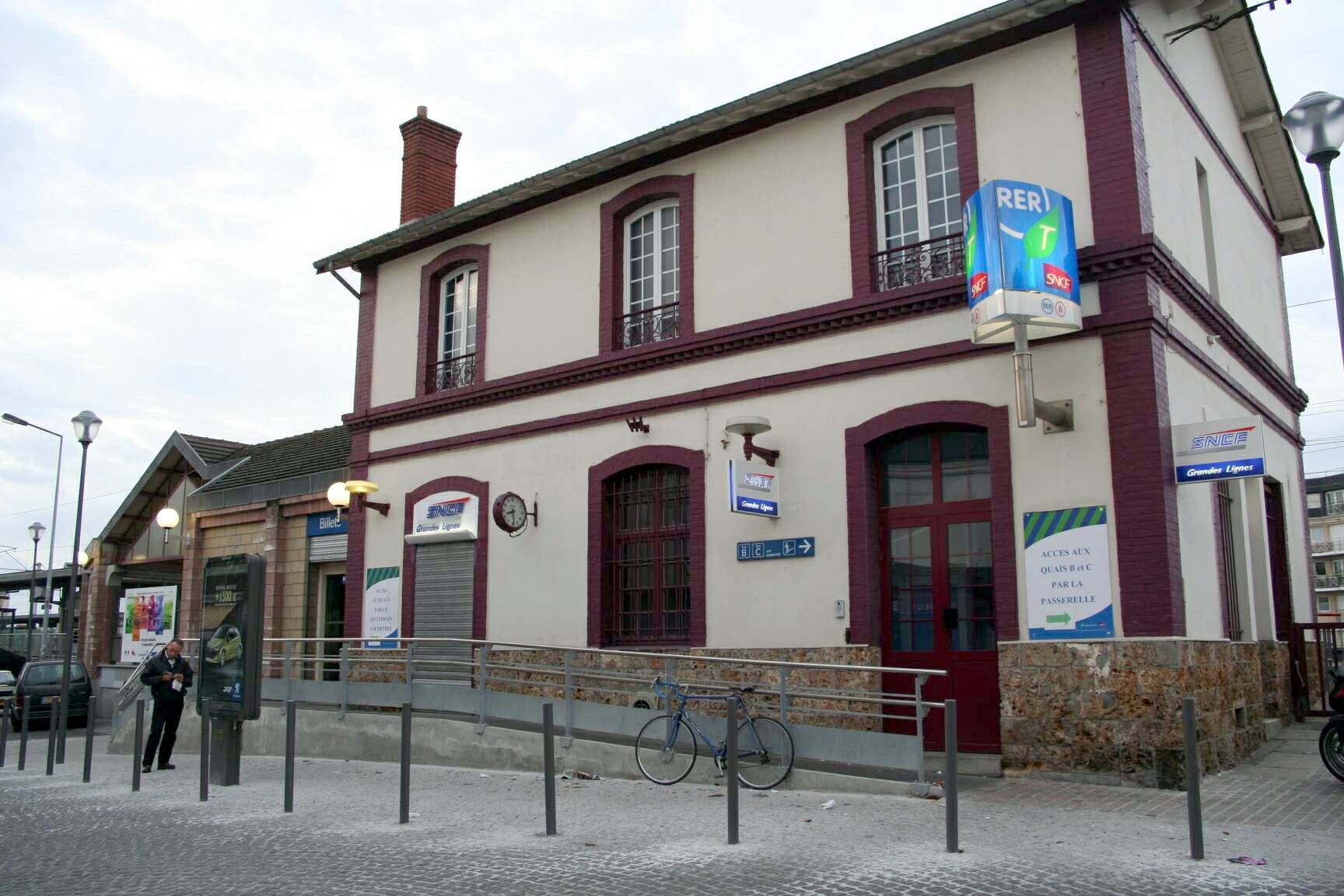
Voorkant van het station
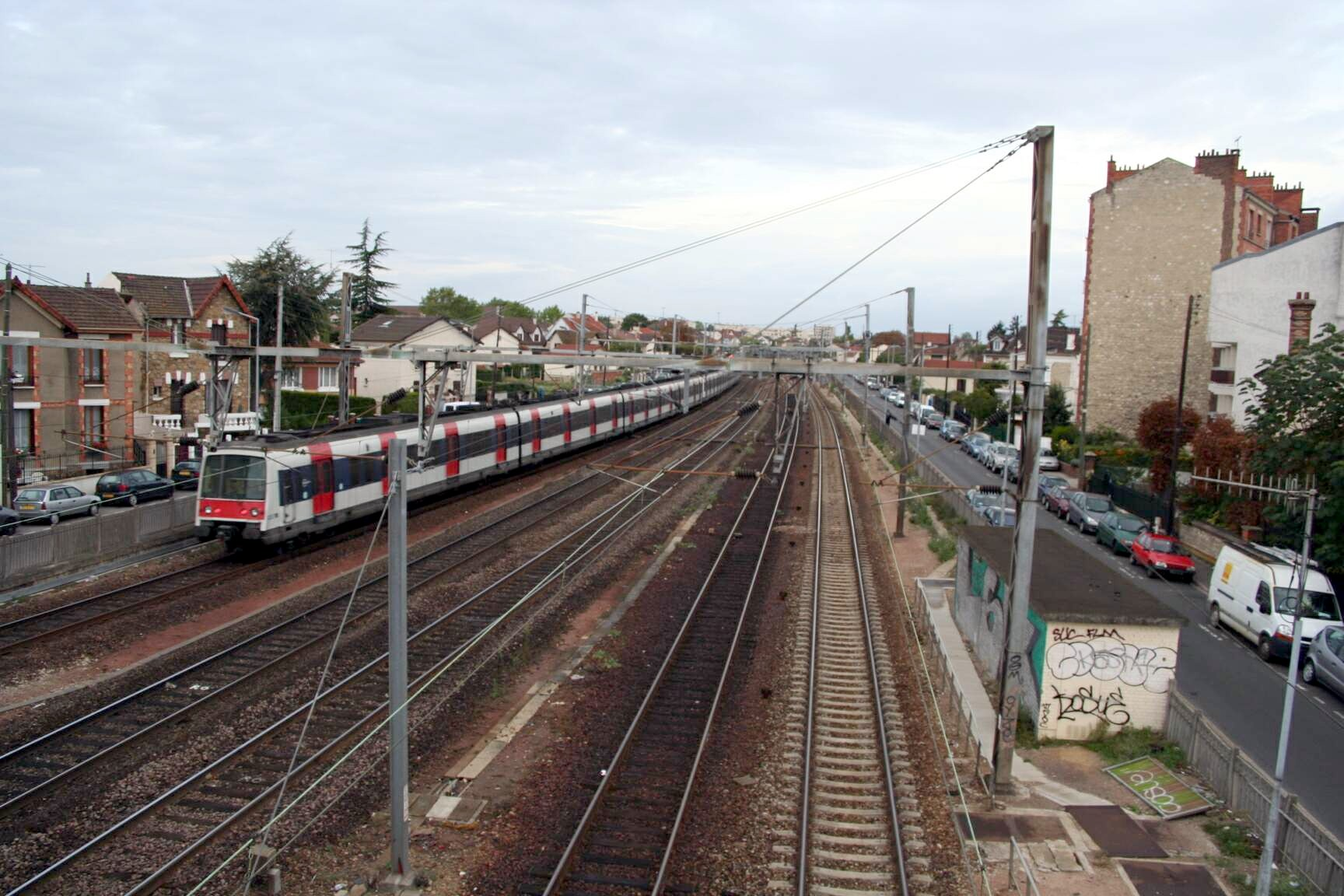
Een RER trein arriveert op het station
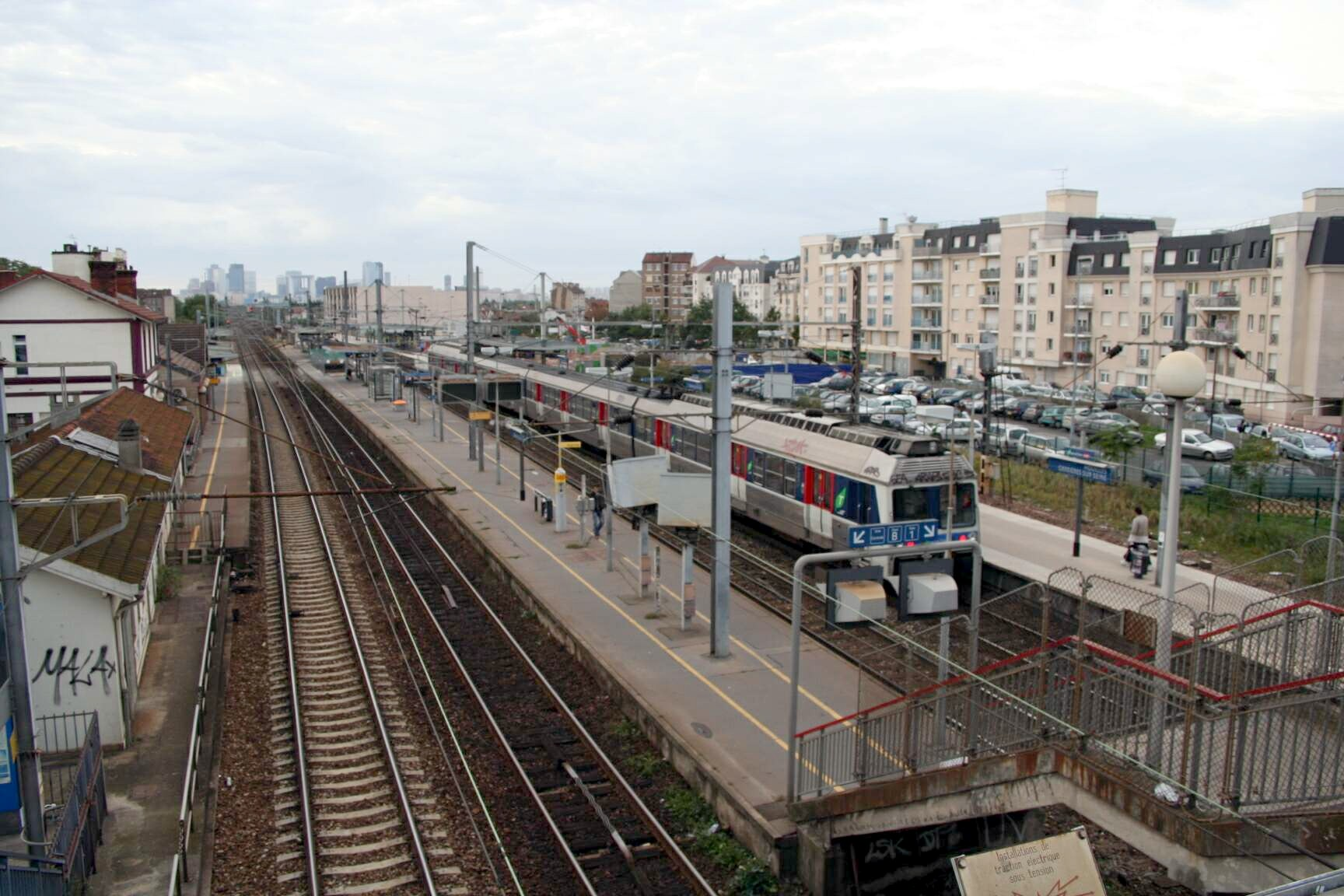
Een trein van Transilien op het station. In de verte is La Défense te zien